# Tankvagn

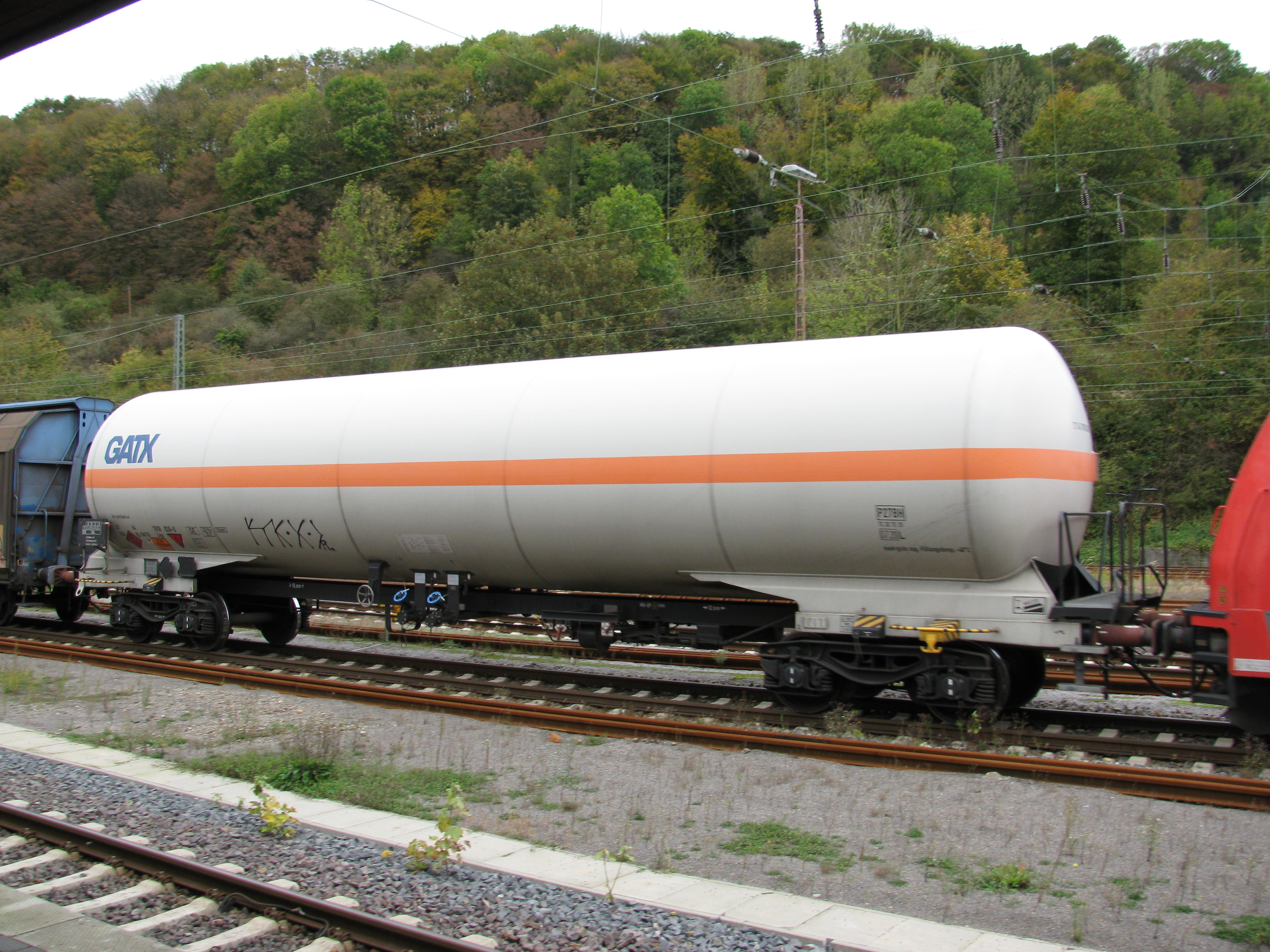
En tankvagn.

En tankvagn är en järnvägsvagn med en sluten tank avsedd för transport av vätskor, gas eller pulver. Tankvagnar används för att frakta bland annat petroleumprodukter, kemikalier, livsmedel och flytande gaser. Tankvagnar består vanligtvis av en cylindrisk tank av stål, rostfritt stål eller aluminium, beroende på innehållet. För farliga ämnen används extra tjocka väggar och skyddande klädsel.
De första tankvagnarna var öppna godsvagnar med tillbyggda tak. Det första patentet på en tankvagn är från 1865 av Laurence Myers för att transportera petroleum från oljefälten i Pennsylvania till raffinaderier. På 1870-talet började specialkonstruerade tankvagnar med säkerhetsventiler och förbättrade tätningssystem tillverkas. Under 1900-talet standardiserades tankvagnarna, och idag finns det olika typer anpassade för specifika typer av last.